# Spomenik žrtvama komunizma u Pragu
Spomenik žrtvama komunizma u Pragu (češki: „Pomnik obětem Komunismu“) je spomenik žrtvama komunizma iz razdoblja 1948-1989 u Čehoslovačkoj. Nalazi se podno Petřína na lijevoj strani rijeke Vltave u Pragu.

## Povijest
Spomenik je otkriven dvanaest godina nakon pada pada komunizma 22. svibnja 2002. Rad je češkog kipara Olbrama Zoubeka i arhitekata Jana Kerela i Zdeneka Hoelzela. Gradnju je podržala gradske uprava grada Praga i  Savez bivših političkih zatvorenika (KPV).
Spomenik žrtvama komunizma pokazuje silazno stubište sa sedam brončanih kipova. 
Brončana traka koja prolazi po sredini spomenika pokazuje procijenu broja žrtava komunizma u Čehoslovačkoj:
- 205 486 uhićenih osoba
- 170 938 osoba koje su bile prisiljene na progonstvo
- 4500 osoba koje su umrle u zatvoru
- 327 ubijenih u bijegu
- 248 pogubljenih osoba

Tu se nalazi i brončana ploča sa sljedećim natpisom: 
"Spomenik žrtvama komunizma je posvećen svim žrtvama - ne samo onima koji su bili zatvorene ili pogubljene, nego i onima čiji su životi uništeni od strane totalitarne diktature."
Kipovi su 2003. godine oštećeni u dva bombaška napada. Počinitelji do danas nisu otkriveni.

## Vanjske poveznice
- http://www.prague.net/memorial
- http://www.radio.cz/en/article/28266
- http://www.muzeumkomunismu.cz